# Martos Sándor
Martos Sándor, születési és 1905-ig használt nevén Mandel Sándor (Mezőpeterd, 1888. december 8. – Budapest, 1957. május 28.) közgazdasági író, bankigazgató.

## Élete
Mandel Márton (1853–1926) és Mandel Vilma (1865–1945) gyermekeként született zsidó családban. Anyai nagyapja Mandel József (1837–1912) földbirtokos, takarékpénztári igazgató, a nyírbátori Chevra Kadisa elnöke volt, Mandel Pál (1840–1908) országgyűlési képviselő és a nemességet szerző kántorjánosi Mándy Ignác testvére.
Tanulmányait a budapesti VI. Kerületi Községi Felső Kereskedelmi Iskolában végezte. Pályafutását 1906-ban a Standard Életbiztosító Társaságnál kezdte. 1907-ben a Magyar Agrár és Járadékbank szolgálatába lépett. Mint egyéves önkéntes vonult be a mozgósításkor a 25. vadászzászlóaljhoz, majd szolgált a 43. gyalogezredben, 1916 júniusától a 17-ik honvéd gyalogezrednél és végül az 1. honvéd gyalogezredhez került. Részt vett a doberdói csatában, illetve a St. Martino, Nova-Vas és a Comeni fennsíkon lefolyt súlyos harcokban. Tizenhat hónapot szolgált a fronton századosi rangban. 1921-ben a Magyar–Olasz Bank Rt. fiókvezetője, 1924-től igazgatója volt. 1933-ban a közhasznú érdemes tevékenysége elismeréséül a kormányzótól megkapta a magyar királyi kormányfőtanácsosi címet. 1939-ben nyugállományba helyezték. 1945 után az Országos Tüzelőanyagelosztó és Fabehozatali Iroda igazgató-helyetteseként működött.

## Családja
Felesége Pásztor Borbála (1903–1973) volt, Pásztor Miksa kincstári főtanácsos. a Pénzintézeti Központ helyettes vezérigazgatója és Pick Balduina lánya, akit 1924. március 2-án Budapesten, az Erzsébetvárosban vett nőül.
Két gyermekük született, akik közül Martos Sándor János tizenkilenc évesen 1944 végén életét vesztette.
Testvére Martos István (1886–1944) volt, aki 1920-tól a balatonfüredi Erzsébet Szanatórium orvosaként, illetve osztályvezető főorvosaként dolgozott. Házastársával és anyósával együtt 1944 áprilisában öngyilkos lett.

## Művei
- Bank és tőzsde (Berkovits Jenővel, Budapest, 1914)

## Díjai, elismerései
- Signum Laudis
- Sebesültek érme
- Károly-csapatkereszt
- Háborús emlékérem